# 史慕康
史慕康（1918年—1963年），男，上海市川沙县人。中国企业家。第二届全国人大代表。

## 生平
1918年出生。江苏省川沙县人。1921年在上海南市小学就读。1926年8月进入上海市高等商业专科学校。次年8月，转读上海中学。毕业后在洋行工作，后期担任会计。1934年另行开设“悦康电料行”，专进口电器电料，从中获利。1941年太平洋战争爆发后，悦康行遭日军强行征用。1942年秋，史慕康又开办德成五金工厂，生产“时代牌唱机”。1945年抗战胜利后，悦康行大量进口电器电料。1946年2月，由杨卫玉、王纪华介绍加入中国民主建国会。11月民建上海分会成立时，被推选为候补理事。
1952年，史慕康组成上联电工器材股份有限公司（现上海人民电器厂），担任经理。1955年6月至1958年9月担任上海市普陀区副区长。
1963年9月12日在上海病逝。